# Timonius corneri
Timonius corneri là một loài thực vật có hoa trong họ Thiến thảo. Loài này được K.M.Wong miêu tả khoa học đầu tiên năm 1988.